# Masakra w Adanie
Masakra w Adanie (orm. Ադանայի կոտորած, tur. Adana İğtişaşı) – pogrom ludności ormiańskiej, który miał miejsce w mieście Adana i innych miejscach wilajetu Adana w Imperium Osmańskim w kwietniu 1909 roku.
Osmańskie i ormiańskie ugrupowania rewolucyjne współpracowały ze sobą w celu doprowadzenia do detronizacji sułtana Abdülhamida II i przywrócenia rządów konstytucyjnych w czasie rewolucji młodoturków w 1908 roku. Rok później fundamentaliści islamscy, sympatycy Abdülhamida II, dokonali próby kontrrewolucji osmańskiej. W odpowiedzi na te wydarzenia 13 kwietnia (według kalendarza muzułmańskiego 31 marca) oddziały wojskowe sympatyzujące z młodotureckim Komitetem Jedności i Postępu opanowały Konstantynopol (indydent 31 marca). Chociaż bunt zwolenników sułtana trwał zaledwie 11 dni, spowodował serię pogromów i masakr na Ormianach, jako grupie sympatyzującej z młodoturkami, w prowincji Adana, które trwały ponad miesiąc. W Adanie i okolicznych miastach zginęło wtedy od 20 000 do 25 000 ludzi, głównie Ormian, lecz również około 1300 Asyryjczyków.
W przeciwieństwie do wcześniejszych masakr hamidiańskich, wydarzenia te nie były organizowane przez rząd centralny, lecz inspirowane przez lokalnych urzędników, intelektualistów i duchownych islamskich, w tym zwolenników Komitetu Jedności i Postępu w Adanie. Geneza masakr była zakorzeniona również w różnicach politycznych, ekonomicznych i religijnych. Ormiańska część populacji Adany została opisana jako „najbogatsza i najlepiej prosperująca”; a pogromy obejmowały także zniszczenie „ciągników rolniczych i innego rodzaju sprzętu zmechanizowanego”. Ronald Grigor Suny stwierdza, że „wydarzenia w Adanie były bardziej jak miejskie zamieszki, które przerodziły się w pogrom, niż masowe mordy zainicjowane przez państwo”.

## Tło wydarzeń
W 1908 roku młodoturcy doszli do władzy w Imperium Osmańskim na drodze bezkrwawej rewolucji. W ciągu roku ludność ormiańska, zachęcona detronizacją sułtana Abdülhamida II, zaczęła udzielać się politycznie na rzecz nowego rządu, który obiecał dać im równe prawa z muzułmanami. Po brutalnych rządach Abdülhamida trwających od 1876 roku, powiązanych ze znoszeniem tak zwanego statusu dhimmi, Ormianie w Cylicji postrzegali powstający rząd młodoturków jako historyczną szansę. Ponieważ ormiańscy chrześcijanie otrzymali teraz prawo do noszenia broni i tworzenia ugrupowań o charakterze politycznym, wkrótce lojaliści Abdülhamida II, sami związani z systemem, który dokonał masakr hamidiańskich w latach 90. XIX wieku, zaczęli postrzegać wzmocnienie pozycji chrześcijan jako zagrożenie. Osmańska kontrrewolucja 1909 roku na moment odebrała władzę świeckim młodoturkom, a Abdülhamid II próbował odzyskać władzę dyktatorską. Zwracając się do reakcyjnej ludności muzułmańskiej z populistyczną retoryką wzywającą do ponownego wprowadzenia prawa szariatu pod sztandarem kalifatu panislamskiego, sułtan zmobilizował dużą część ludności przeciwko młodoturkom, a co za tym idzie, także przeciwko wspierającym ich Ormianom, identyfikując swoją osobę z historycznie islamskim charakterem państwa tureckiego. Choć wielu ormiańskich chrześcijan miało nadzieję na większą równość po rewolucji młodotureckiej, to związany również z ich rządami wzrost tureckiego nacjonalizmu i powszechne postrzeganie Ormian jako grupy o dążeniach separatystycznych, kontrolowanej i finansowanej przez Europejczyków, przyczyniły się do wzrostu wrogości wobec nich.

### Przyczyny

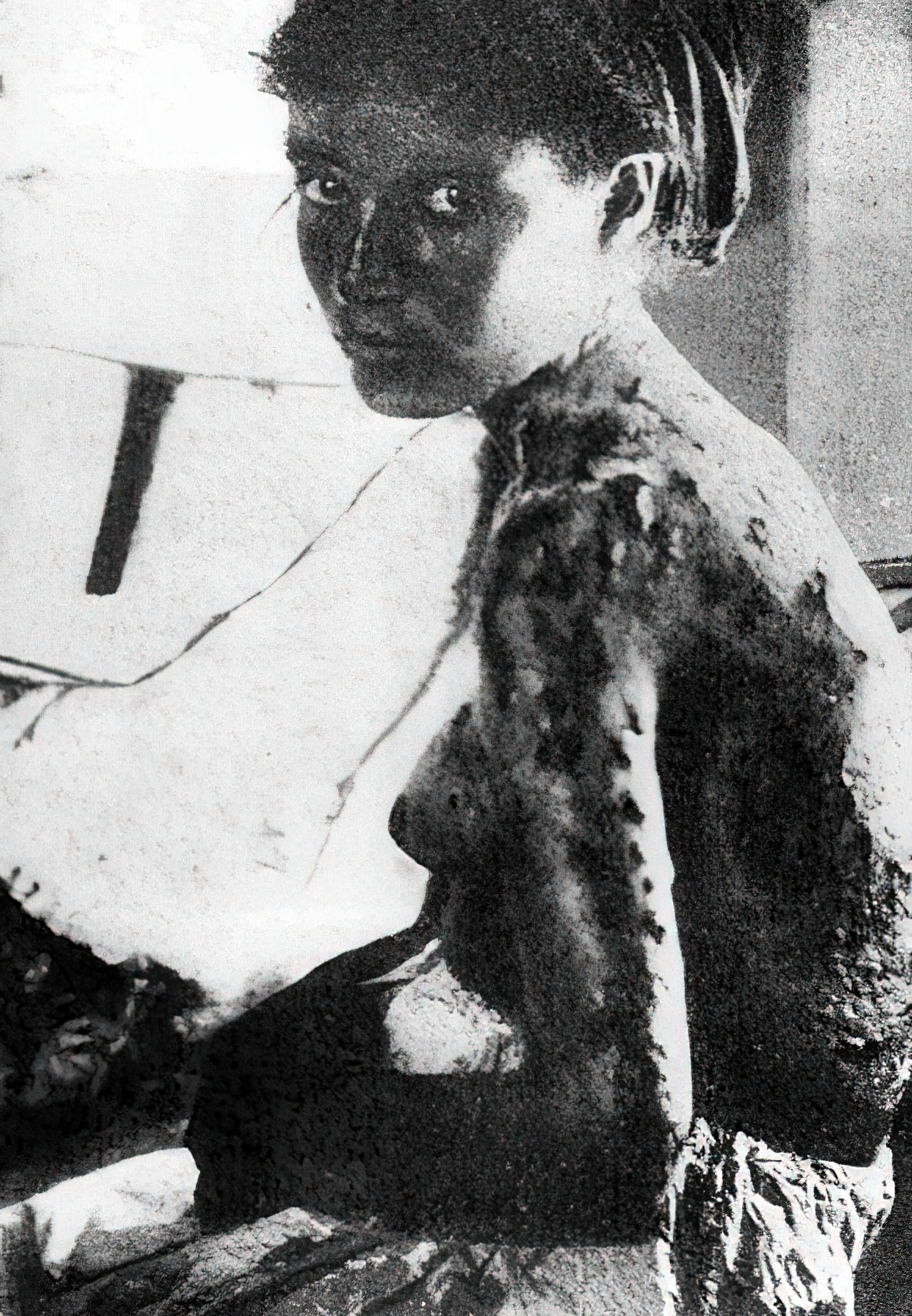
Ormianka z Adany, torturowana i okaleczona wielokrotnymi uderzeniami nożem

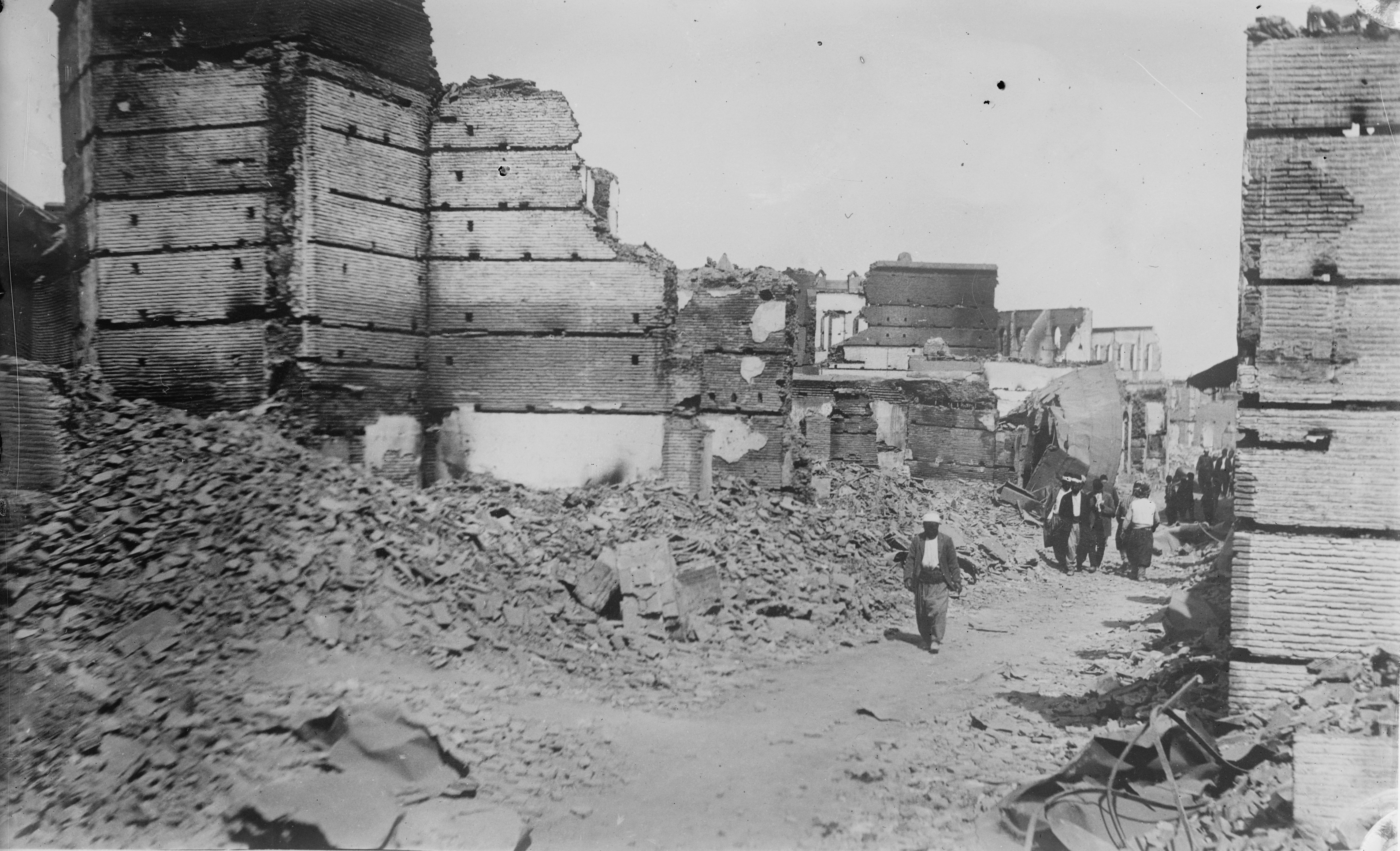
Ulica chrześcijańskiej dzielnicy Adany sfotografowana w czerwcu 1909 roku

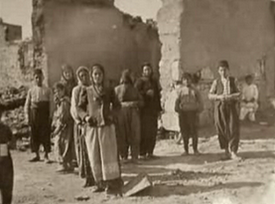
Adana splądrowana i zniszczona po masakrze

Według jednego ze źródeł, kiedy do Adany dotarły wieści o buncie w Konstantynopolu, wśród ludności muzułmańskiej krążyły spekulacje na temat zbliżającego się powstania ormiańskiego. 14 kwietnia dzielnica ormiańska została zaatakowana przez tłum muzułmanów, a w następnych tygodniach zginęły tysiące Ormian. Inne raporty podkreślają, że „potyczka między Ormianami i Turkami 13 kwietnia wywołała zamieszki, które doprowadziły do grabieży bazarów i ataków na dzielnice ormiańskie”. W wyniku tego dwa dni później zginęło ponad 2000 Ormian.
W swoim raporcie o masakrze w Adanie z sierpnia 1909 roku brytyjski wicekonsul, mjr Charles Doughty-Wylie, stwierdził, że „teoria o przygotowywaniu zbrojnej rewolucji ze strony Ormian jest obecnie powszechnie podważana przez wszystkich, bardziej inteligentnych ludzi”. Jednocześnie podkreślił, że powstanie nie mogłoby się rozpocząć bez pewnej koncentracji sił lub bez wysiłku, aby zająć i wykorzystać różne punkty umocnione, a w każdym razie Ormianie ze względu na swoją niewielką liczbę byliby „łatwym przeciwnikiem dla regularnej armii osmańskiej [...] Nie zostawiliby swoich synów i braci rozproszonych po całej prowincji na czas żniw bez broni, bez żadnej nadziei na ucieczkę”.

Powyższy raport Doughty-Wyliego zawiera rozdział pt. „Przyczyny masakry”. Z tego dokumentu ormiańsko-amerykański historyk Vahakn Dadrian cytuje fragment: 

Turkom, panującym tu od wieków, bardzo przeszkadzała równość z chrześcijanami… Wśród zaciekłych głosicieli islamu rosła niechęć. Czy przeciwnicy Boga mieli być równi islamowi? W każdej kawiarni niewierni wypowiadali wielkie słowa o jakiejś bezbożnej i znienawidzonej zmianie

W tym kontekście Abdülhamid II, zdaniem Doughty-Wyliego, okrył się złą sławą, ponieważ „ustanowił modę na masakry”. Na podstawie tego samego dokumentu turecki politolog Kamuran Gurun wysnuwa wniosek, że rozszerzenie prawa do noszenia broni zapoczątkowało modę na publiczne chodzenie z bronią wśród Ormian. „Co gorsza”, wynikało z tego, jak pisał Doughty-Wylie: 

Pycha uzbrojonych Ormian i ich niewyparzonego języka zirytowały osmańskich muzułmanów. Po obu stronach padały groźby i obelgi. Niektórzy przywódcy ormiańscy, delegaci z Konstantynopola i księża (ormiański ksiądz jest na swój sposób autokratą) wzywali swoje parafie do kupowania broni. Robiono to otwarcie, niedyskretnie, a w niektórych przypadkach można powiedzieć, że nierozsądnie. Cóż można myśleć o kaznodziei, rosyjskim Ormianinie, który w kościele w mieście, w którym nigdy [przedtem] nie doszło do masakry, wzywał do zemsty za męczenników 1895 roku? Konstytucja czy jej brak, dla niego to wszystko jedno. «Zemsta» - powiedział - «morderstwo za morderstwo. Kup broń. Jeden osmański muzułmanin za każdego Ormianina zabitego w 1895»

W schyłkowym okresie istnienia Imperium Osmańskiego Ormianie byli uważani za wrogów również ze względu na ich względną zamożność i spory z poborcami podatkowymi. Z kolei historyk Stephan Astourian zwrócił uwagę na takie przyczyny, jak wzrost niechęci wśród miejscowych muzułmanów wobec rosnącej imigracji ormiańskich chrześcijan do Adany, wprowadzenie przez ormiańskich właścicieli ziemskich nowych, zaawansowanych technologicznie maszyn, które miałaby wyprzeć wielu tureckich rolników i rzemieślników oraz rozpowszechniona plotka, że znany ormiański właściciel ziemski miał zostać koronowany na władcę ormiańskiego królestwa Cylicji.

## Masakra

Podczas masakry spłonęły dzielnice ormiańskie w Adanie

Szacuje się, że w Adanie zostało spalonych 4437 ormiańskich siedzib, co oznaczało, że prawie połowa miasta została zrównana z ziemią, dlatego po II wojnie światowej nawet część autorów żydowskich zaczęła opisywać te wydarzenia jako „ormiański holokaust”. Do 18 kwietnia ponad 1000 osób zginęło w samej Adanie, a nieznana liczba ofiar w Tarsie i Aleksandretcie. Tysiące uchodźców wypełniło amerykański konsulat w Aleksandretcie, a do jej brzegów został wysłany brytyjski okręt wojenny; z kolei trzy francuskie okręty wojenne przybyły do Mersin, gdzie sytuacja była „rozpaczliwa”, a wiele zachodnich konsulatów oblegali ormiańscy uchodźcy. Podobne sytuacje miały miejsce także w miastach Marasza i Hadjina, a szacunkowa liczba ofiar wkrótce wzrosła do ponad 5000. Rose Lambert, amerykańska misjonarka w Hadjinie, napisała w swojej książce, że bardzo wielu ludzi szukało schronienia w jej ośrodku misyjnym. Miano nadzieję, że brytyjski krążownik HMS „Diana” wywoła efekt „uspokajający”, cumując w porcie Aleksandretta, gdzie nadal szalała przemoc. Pojawiły się doniesienia, że „imperialne władze są albo obojętne, albo przebiegle zaangażowane w rzeź”.

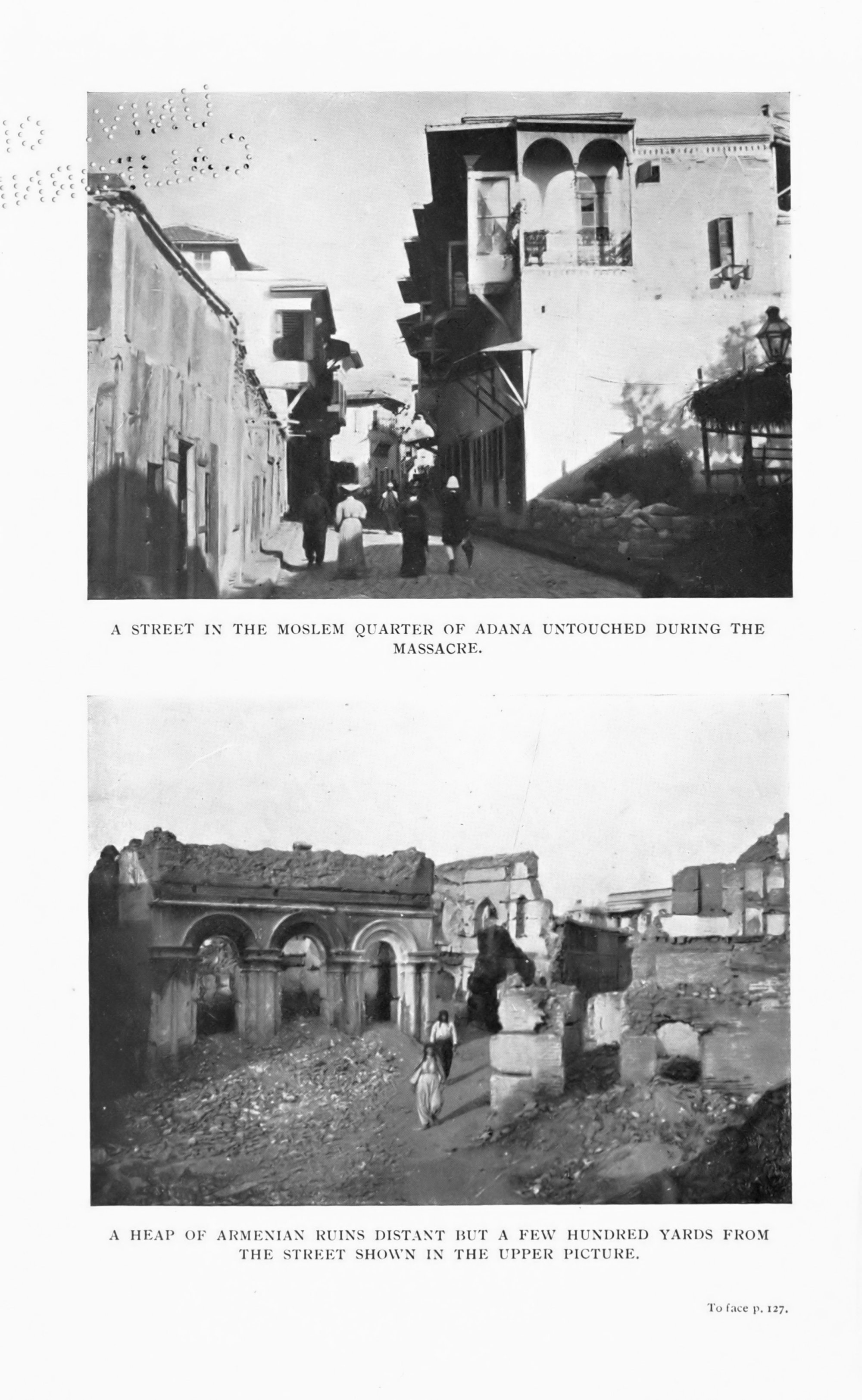
Ta strona z publikacji z 1911 roku porównuje ruiny ormiańskiej dzielnicy w Adanie z nietkniętą dzielnicą turecką położoną tuż obok niej

Pewien porządek został przywrócony 20 kwietnia, gdy rozruchy w Mersinie osłabły, a brytyjski pancernik HMS „Swiftsure” był w stanie dostarczyć „zapasy i leki przeznaczone dla Adany”. Raport o Hadjinie wskazywał na to, że w mieście przetrzymywano Ormian „oblężonych przez muzułmańskie plemiona, które tylko czekają na zgromadzenie się w wystarczającej liczbie, aby rzucić się na improwizowane umocnienia wzniesione przez Ormian”. 8000 uchodźców schroniło się na terenie misji w Tarsie, gdzie przywrócono porządek, wprowadzając stan wyjątkowy; do tego czasu zginęło około 50 osób.
Wiadomość od amerykańskiego misjonarza w Hadjinie z 22 kwietnia opisywała, że w mieście co jakiś czas płoną budynki, okoliczne posiadłości ormiańskie zostały spalone, a całkowite oblężenie miasta było nieuniknione. Zgłoszono w niej także, że cała ludność ormiańska w Kırıkhan została „zarżnięta”; ormiańska wioska Dörtyul została otoczona i spalona; kolejny rozlew krwi miał miejsce w Tarsie; masakry miały miejsce w Antiochii, a zamieszki w Birejik. Co najmniej w jednym raporcie pochwalono „urzędników rządu tureckiego w Mersinie” za to, że zrobili „wszystko, co w ich mocy, aby rozwiązać problem”, chociaż „rezultaty ich wysiłków są bardzo ograniczone”. Gdy władze osmańskie starały się powstrzymać przemoc wymierzoną w chrześcijan w Imperium, ludność ormiańska „spogląda(ła) na młodoturków jak na ich przyszłą ochronę”.

Amerykański misjonarz stacjonujący w Tarsie, ale odwiedzający Adanę w tym okresie, Herbert Adams Gibbons z Hartford, opisał scenę z dni poprzedzających 27 kwietnia: 

Adana jest w opłakanym stanie. Miasto zostało splądrowane i zniszczone… Nie sposób oszacować liczby zabitych. Zwłoki leżą porozrzucane na ulicach. W piątek, kiedy wyszedłem, musiałem skakać pomiędzy umarłymi, aby nie nadepnąć na ich ciała. W sobotę rano w pół godziny naliczyłem tuzin wozów z ciałami Ormian, które zostały zawiezione nad rzekę i wrzucone do wody. Na cmentarzach tureckich hurtowo kopane są groby. [...] W piątek po południu 250 tak zwanych rezerwistów tureckich, bez oficerów, zajęło pociąg w Adanie i zmusiło maszynistę do zawiezienia ich do Tarsu, gdzie brali udział w całkowitym zniszczeniu ormiańskiej dzielnicy tego miasta, czyli najbogatszej części Tarsu. Ich grabież była dokładna i szybka

Rząd osmański wysłał armię, aby przywróciła spokój, ale według licznych doniesień miał tolerować przemoc lub brać w niej udział. Niepodpisany raport „The New York Timesa” z 3 maja 1909 roku wskazywał, że na miejsce masakr przybyli żołnierze osmańscy, ale nie wydawało się, żeby zależało im na zaprowadzeniu porządku: 

Adana jest terroryzowana przez 4000 żołnierzy, którzy rabują, strzelają do ludzi i palą budynki. Nie szanuje się zagranicznych nieruchomości. Obie francuskie szkoły zostały zniszczone i istnieje obawa, że amerykańskie instytucje szkolne, handlowe i misyjne w Adanie także są całkowicie zrujnowane. Nowy gubernator nie zdobył jeszcze zaufania. Istnieją powody, by sądzić, że władze nadal zamierzają zezwalać na eksterminację wszystkich chrześcijan

## Następstwa

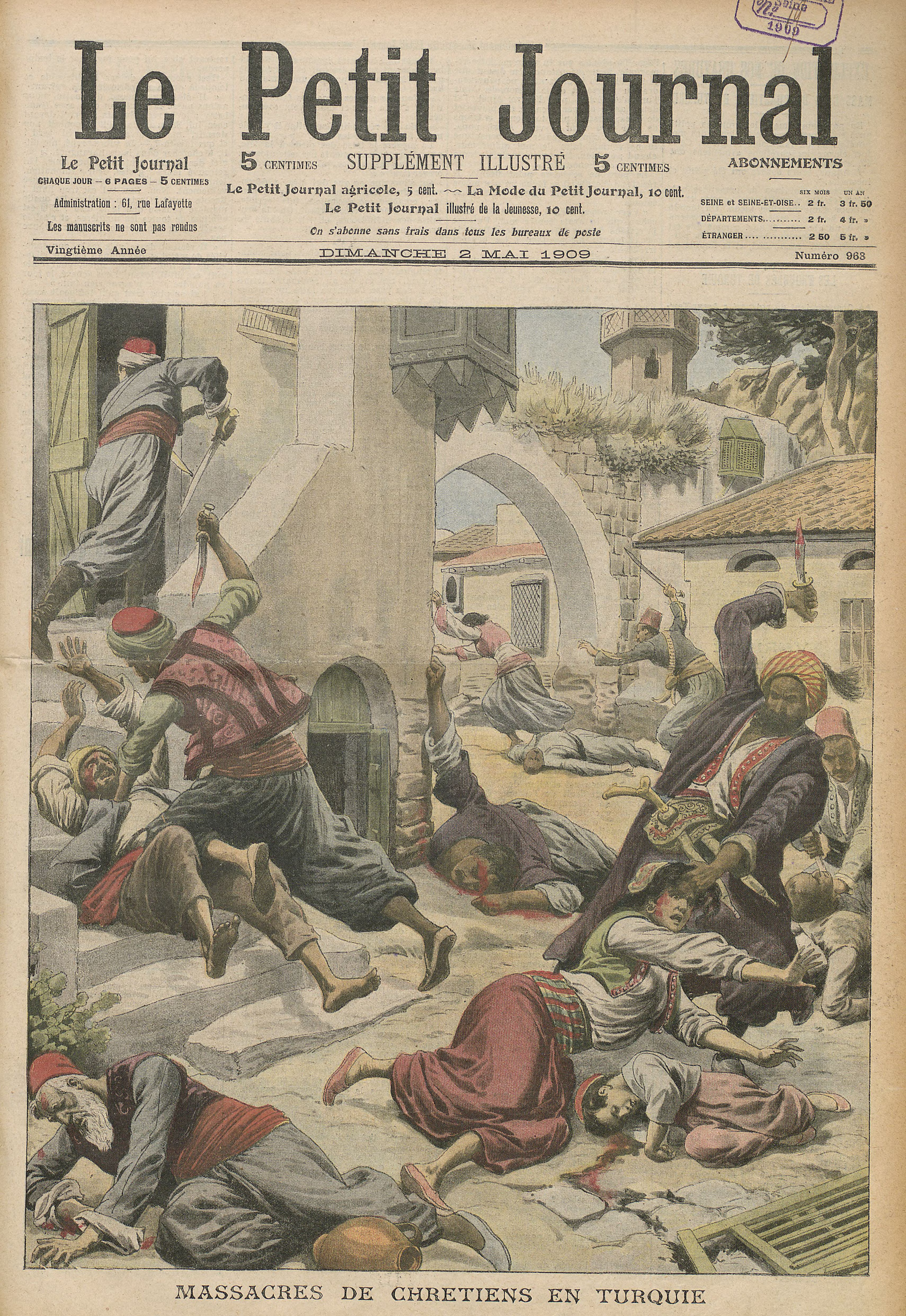
Masakra w Adanie na okładce „Le Petit Journal”

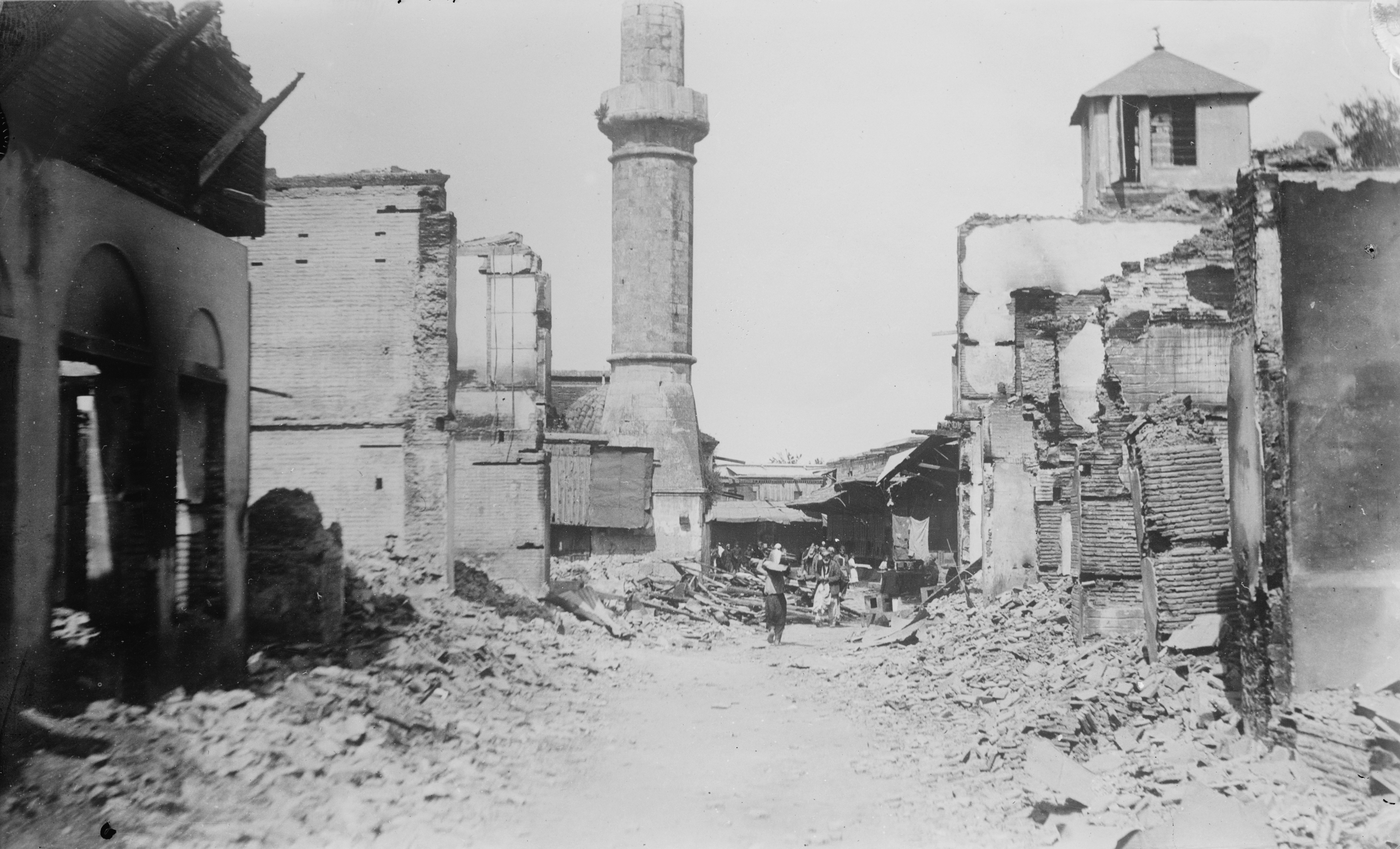
Ruiny ulicy w chrześcijańskiej części Adany. Osmańscy żandarmi i żołnierze strzelali do chrześcijan z minaretu widocznego pośrodku zdjęcia

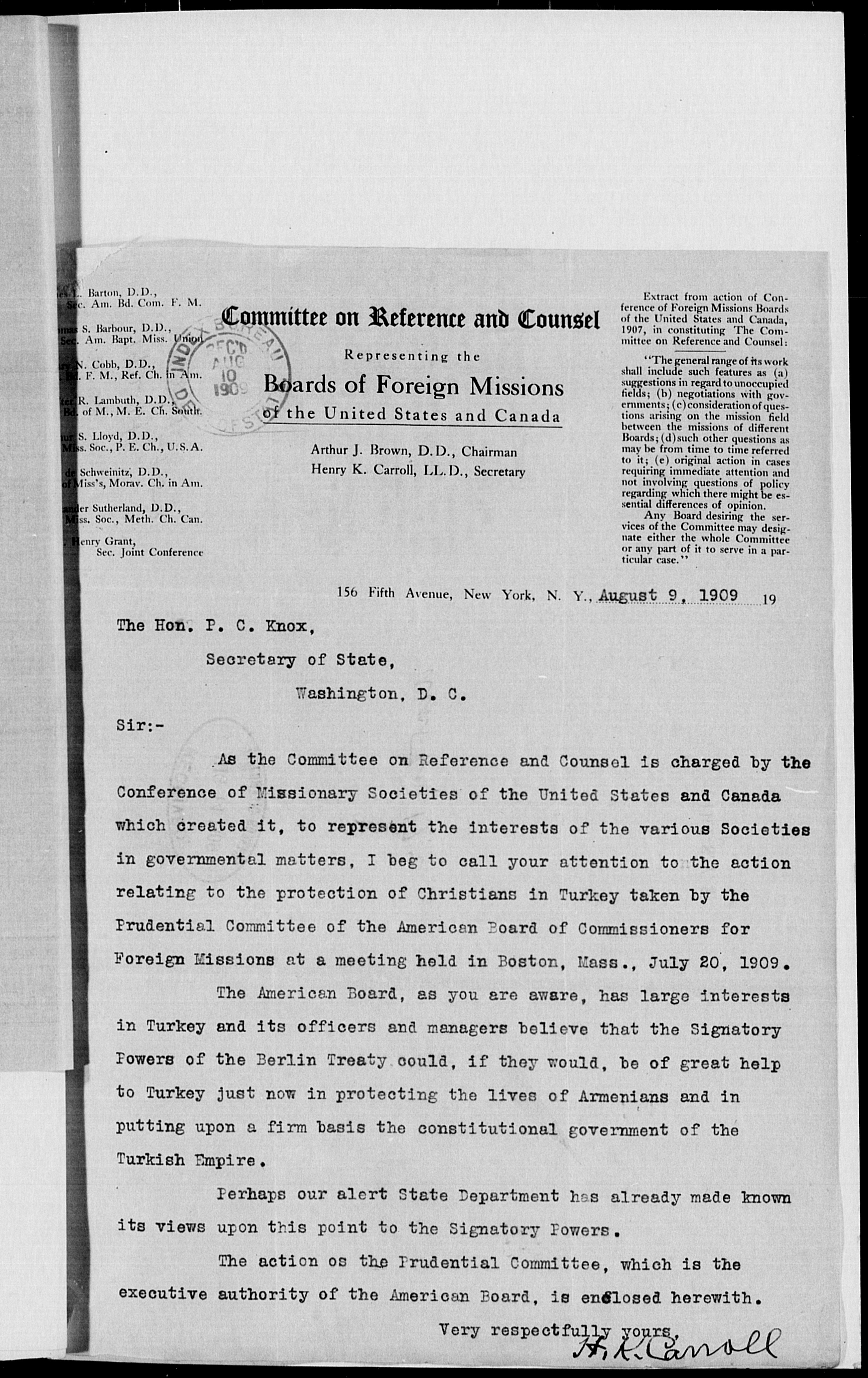
Henry K. Carroll z Boards of Foreign Missions, wzywający Sekretarza Stanu USA do ochrony chrześcijan w Imperium Osmańskim

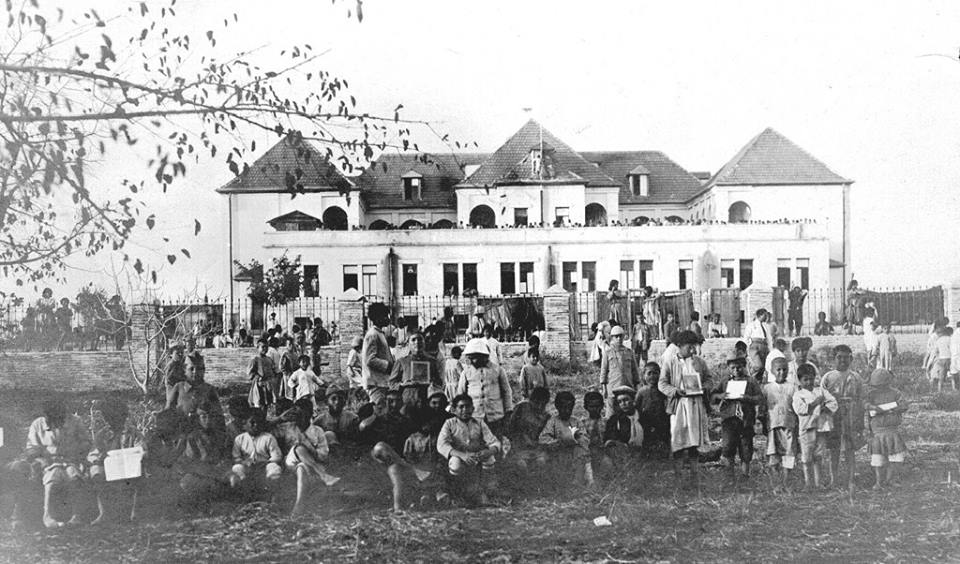
Ormiańskie sieroty w domu dziecka Adana Dârüleytâm

Według oficjalnych danych osmańskich w mieście Adana padło w sumie 3521 ofiar, a pośród nich 2093 Ormian, 782 muzułmanów, 613 Asyryjczyków i 33 Greków. Dane rządowe opierają się na zapisach urzędu stanu cywilnego i listach sporządzonych przez muchtarów i duchownych z niektórych miejscowości. Wielki wezyr Hüsejin Hilmi Pasza ocenił, że masakra była „kwestią polityczną, a nie religijną [...] Zanim ormiańskie komitety polityczne nie zaczęły organizować się w Azji Mniejszej, panował spokój. Zostawię wam osądzenie przyczyny rozlewu krwi”. Przyznając, że jego poprzednik, Abdülhamid II, zarządził „eksterminację Ormian”, wyraził swoją pewność, że „nigdy nie dojdzie do kolejnej masakry”.
W lipcu 1909 roku rząd młodoturków rozpoczął procesy wysokich urzędników państwowych i wojskowych za „udział w masakrach Ormian”. Na mocy wyroków sądach wojennych za udział w aktach przemocy stracono 124 muzułmanów i siedmiu Ormian. W odpowiedzi na kontrrewolucję i ormiańskie masakry w Adanie, Komitet Jedności i Postępu oraz ormiańska partia Dasznak zawarły we wrześniu 1909 roku porozumienie, na mocy którego obiecały „współpracować na rzecz postępu, konstytucji i jedności”. Obie strony oświadczyły, że pogłoski o działalności Ormian na rzecz oderwania się od Turcji są fałszywe. Związkowcy zadbali o każdorazową obecność ormiańskiego ministra w rządach tworzonych po 6 sierpnia 1909 roku, co również można zinterpretować jako próbę zademonstrowania dystansu młodoturków wobec wydarzeń w Adanie.
Rząd Turcji, a także niektórzy tureccy pisarze i nacjonaliści, zaprzeczają, że doszło do masakry, twierdząc, że wydarzenia z kwietnia 1909 roku były w rzeczywistości ormiańskim „szaleństwem grabieży i śmierci”. wymierzonym w ludność muzułmańską, która „zakończyła się śmiercią około 17 000 Ormian i 1850 Turków”. Historycy kwestionują jednak prawdziwość tureckich twierdzeń o „ormiańskim szaleństwie” z tego prostego faktu, że gdyby to Ormianie byli agresorami, zginęłoby znacznie więcej Turków niż Ormian, a było odwrotnie. W przeciwieństwie do oficjalnego stanowiska Turcji zagraniczni świadkowie jasno stwierdzili, że głównymi ofiarami byli Ormianie. Natomiast Wysoka Porta twierdziła, że straty muzułmanów była większy niż utrata Ormian, 1900 muzułmanów w porównaniu do 1500 Ormian. Inna komisja osmańska składająca się z Faik Beja, Mosdijiana Efendiego i Esada Raufa Beja, gubernatora Mersin, według rejestrów obliczyła liczbę zgonów na 4196 niemuzułmanów i 1487 muzułmanów, w tym żandarmów i żołnierzy. Zaproponowali jednak łączną liczbę ofiar na 15 000, włączając w to osoby niezameldowane w Adanie i pracowników migracyjnych, w tym muzułmanów.

Władze osmańskie zaprzeczyły odpowiedzialności za zastrzelenie dwóch amerykańskich, protestanckich misjonarzy, D.M. Rogersa i Henry'ego Maurera w mieście Adana, wskazując zamiast tego, że to „Ormianie” zabili misjonarzy, gdy ci „pomagali ugasić pożar w domu tureckiej wdowy”. Osmańskiej relacji o zabójstwach zaprzeczył później naoczny świadek, amerykański ksiądz katolicki Stephen Trowbridge z Brooklynu. Wskazał on, że dwaj mężczyźni zostali zabici przez „muzułmanów”, gdy próbowali ugasić pożar, który groził pochłonięciem terenu ich misji: 

14 kwietnia rozpoczęły się strzelaniny i walki pomiędzy muzułmanami a Ormianami, w wyniku których zginęło wiele osób po obu stronach [...] Następnego ranka, 15 kwietnia, świeży dym w pobliżu szkoły dla dziewcząt zwiastował, że grozi nam pożar [...] Pan Maurer i ja wzięliśmy łom oraz siekierę, żeby zniszczyć drewniane ganki, okiennice i klatki schodowe domów pomiędzy miejscem ogarniętym pożarem, a szkołą dla dziewcząt [...] Kiedy po raz pierwszy wspinałem się na dachy w pobliżu płomieni, pojawili się uzbrojeni muzułmanie [...] Kiedy zrozumieli, że nie strzelam do nich, ale przyszedłem walczyć z płomieniami, opuścili karabiny i zapewnili mnie wieloma obietnicami, że mogę wyjść bez przeszkód [...] Wielokrotnie błagaliśmy kilku ormiańskich, młodych mężczyzn, którzy czaili się w zakamarkach ulic, chroniących się przed muzułmańskim ogniem, aby odłożyli broń i przyszli do nas, ratować budynek szkoły [...] Wróciliśmy do szkoły i poprosiliśmy o ochotników, pan Rogers zgłosił się natychmiast [...] Tak więc gasiliśmy pożar przez długi czas, nie będąc atakowani przez muzułmanów, kiedy po drugiej stronie ulicy Ormianie zaczęli ostrzeliwać domy, w których grasowali rabusie. Nagle dwa strzały rozległy się nie dalej niż osiem metrów od miejsca, w którym pracowaliśmy. Pan Rogers [...] został śmiertelnie ranny [...] Druga kula trafiła pana Maurera ... Zaraz po tych dwóch strzałach kilka innych kul wystrzelonych przez muzułmanów przeleciało tuż obok mnie [...] Obaj mężczyźni odeszli spokojnie. Zginęli jako dobrzy żołnierze Jezusa Chrystusa

Misjonarze zostali uwięzieni w swojej szkole podczas pogromu. Według Elizabeth S. Webb, misjonarki związanej z ośrodkiem: 

To była okropna sytuacja, kobiety i dziewczęta praktycznie same w budynku, a na zewnątrz morderczy, krwiożerczy tłum, z nożami i kulami dla Ormian i ogniem pochodni na ich domy. Pan Trowbridge wrócił ze szkoły, aby powiedzieć, że jedyną nadzieją na bezpieczeństwo Amerykanów wydaje się powrót do szkoły i pozostanie tam samotnie, bez Ormian. Oświadczył, że jesteśmy bezsilni w sprawie masakr, nie możemy uratować Ormian. Wygląda na to, że po tym, jak opuściliśmy szkołę, panna Wallace, pan Chambers i młody ormiański kaznodzieja próbowali przejść przez ulicę z mieszkania panny Wallace do szkoły. W tym momencie zza rogu wypadł tłum. Rozwścieczeni Turcy rozpoznali kaznodzieję jako Ormianina i chociaż pan Chambers osłonił go własnymi ramionami i zrobił wszystko, co w jego mocy, by uratować mu życie, zastrzelili go. «Ani jednego Ormianina nie zostawimy żywego», krzyczeli zabójcy, gdy pan Chambers wciągnął ciało zamordowanego kaznodziei do budynku

Brytyjski korespondent wojenny Francis McCullagh napisał rok później w swojej książce o Abdülhamidzie II, że 20 000 Ormian w Adanie zostało „zmasakrowanych w okolicznościach tak niewypowiedzianej brutalności, że cały świat był tym wstrząśnięty”. Brytyjski konsul Charles Dought-Wylie jest wymieniany w wielu źródłach jako usilnie pracujący nad powstrzymaniem masakr, na wielkie, osobiste ryzyko. Podczas jednego z pożarów został postrzelony w ramię.
Po masakrach zbudowano trzy domy dziecka dla dzieci osieroconych w trakcie pogromów 1909 roku; w Adanie, Hadjinie i Dörtyul. Największy z nich, Adana Dârüleytâm, przyjął około 500 sierot.